# Milad Meydavoudi
Milad Meydavoudi, in persiano ميلاد میداوودی‎ (Masjed-e Soleyman, 10 gennaio 1985), è un allenatore di calcio ed ex calciatore iraniano, di ruolo attaccante.